# Starrcade (1993)
Starrcade '93: 10th Anniversary  fue la undécima edición de Starrcade, un evento de pago por visión producido por la World Championship Wrestling (WCW). El evento tuvo lugar el 27 de diciembre de 1993 desde el Independence Arena en Charlotte, Carolina del Norte.

## Resultados
- Pretty Wonderful (Paul Orndorff y Paul Roma) (con The Assassin) derrotaron a 2 Cold Scorpio y Marcus Bagwell (con Teddy Long) (11:45)
  - Orndorff cubrió a Scorpio después de un "Headbutt" de The Assassin.
- The Shockmaster derrotó a Awesome Kong (con King Kong) (01:34)
  - The Shockmaster cubrió a King Kong después de un "Scoop Slam".
- El Campeón Mundial de la Televisión de la WCW Lord Steven Regal (con Sir William) y Ricky Steamboat terminaron sin resultado en un combate con límite de tiempo (15:00)
  - Como resultado, Regal retuvo el Campeonato Mundial de la Televisión de la WCW.
- Cactus Jack y Maxx Payne derrotaron a Tex Slazenger y Shanghai Pierce (07:48)
  - Jack cubrió a Pierce después de un "Double Arm DDT".
- Steve Austin (con Col. Robert Parker) derrotó a Dustin Rhodes en un Two out of three falls match ganando el Campeonato Peso Pesado de los Estados Unidos de la WCW (15:00)
  - Austin cubrió a Rhodes con un "Roll-up".
- Rick Rude derrotó a The Boss reteniendo el WCW International World Heavyweight Championship (09:08)
  - Rude cubrió a The Boss con un "Sunset Flip".
- Sting y Road Warrior Hawk derrotaron a los Campeones Mundiales en Pareja The Nasty Boys (Brian Knobbs y Jerry Sags) (con Missy Hyatt) por descalificación (29:11)
  - Como resultado, The Nasty Boys retuvieron el Campeonato Mundial en Pareja.
- Ric Flair derrotó a Vader (con Harley Race) ganando el Campeonato Mundial Peso Pesado de la WCW (21:11)
  - Flair cubrió a Vader con un "Roll-up".